# Каменка (приток Дона)
Ка́менка — река в Елецком и Задонском районах Липецкой области. Правый приток реки Дон. Длина реки составляет 32 км, площадь водосборного бассейна 224 км².
Исток Каменки находится в районе села Екатериновка. Течёт в южном направлении. Основная часть русла проходит среди холмов. Впадает в Дон в районе села Алексеевка. Высота устья — 96,8 м над уровнем моря.
По Каменке получили своё название село Каменское, посёлок Каменский и село Каменка. Кроме того, на реке стоят деревни Туляны, Борки, Успеновка и село Яблоново. В нижнем течении реки расположен сафари-парк Кудыкина гора

## Данные водного реестра
По данным государственного водного реестра России относится к Донскому бассейновому округу, водохозяйственный участок реки — Дон от города Задонск до города Лиски, без рек Воронеж (от истока до Воронежского гидроузла) и Тихая Сосна, речной подбассейн реки — бассейны притоков Дона до впадения Хопра. Речной бассейн реки — Дон (российская часть бассейна).
Код объекта в государственном водном реестре — 05010100812107000002020.